# 우루쓰촌
우루쓰촌(湿津村)은 지바현 이치하라군에 존재했으며, 쇼와 대합병에 의해 폐지된 촌이다. 현재의 이치하라시 북동부에 해당한다.

## 역사
에도시대 초기에 나가이 나오마사가 이 지역 주변에 1만석을 가지고 다스렸으며, 대정봉환후 이노우에씨 영지, 가쓰마 등은 기쿠마번 미즈노 가문 영지가 되었다. 이후 폐번치현과 부현 통합을 거쳐 이 지역은 기사라즈현 소속이 되었고, 1873년 6월에 지바현이 성립하면서 소속이 되었다. 1878년에 군구정촌편제법에 따라 여러 지역이 통합하여 사무소가 설치되었고, 1884년에 행정구역이 재편이 된후 1889년에 12개촌이 합병해 우루쓰촌이 성립하였다.

### 정촌제 시행 이후 행정구역 변천 연표
- 1889년 4월 1일 - 정촌제 시행에 수반해 이치하라군 우루쓰촌이 성립하였다.
- 1955년 2월 11일 - 시토촌과 합병해 시즈촌이 되어 소멸하였다.

## 교통

### 도로
- 모바라 가도 (현재의 지바현도 14호 지바 모바라선)

## 참고문헌
- 市原のあゆみ[要文献特定詳細情報]
- 小沢治郎左衛門『上総国町村誌 第一編』1889年。NDLJP:763698。
- 千葉県市原郡教育会『千葉県市原郡誌』千葉県市原郡、1916年。NDLJP:951002。
- 『明治22年千葉県町村分合資料 七 市原郡町村分合取調』1889年。

## 관련링크
- 『千葉県市原郡誌』第二部 町村誌「湿津村」 NDLJP:951002/456
- 千葉県市原郡湿津村 (12B0090015) - 歴史的行政区域データセットβ版